# 宮原 (大阪市)
宮原（みやはら）は、大阪府大阪市淀川区にある町名。現行行政地名は宮原一丁目から宮原五丁目。

## 地理
淀川区の東部に位置し、南に西中島、北に東三国、西に西宮原、東に東淀川区西淡路と接している。

## 歴史
宮原の宮はもともと春日信仰による春日神社があったことに因む。奈良の春日大社や古くは藤原氏の領地であったともいわれる。
現在は春日神社跡地に地蔵堂があるが神社としての痕跡が残されており、今なお春日信仰の対象となっている。春日神社は、1970年に開催された大阪万国博覧会に新大阪駅と博覧会会場の往来のために道や商業施設が整備された際や博覧会後のマンション建設のため、廃止に至る。そのため、建設会社などが祟りを恐れ、今なお春日四神を祀っている。

## 世帯数と人口
2019年（令和元年）9月30日現在の世帯数と人口は以下の通りである。
| 丁目       | 世帯数    | 人口    |
| ---------- | --------- | ------- |
| 宮原一丁目 | 2,600世帯 | 3,612人 |
| 宮原二丁目 | 1,680世帯 | 2,338人 |
| 宮原三丁目 | 57世帯    | 59人    |
| 宮原四丁目 | 674世帯   | 1,078人 |
| 宮原五丁目 | 1,531世帯 | 2,450人 |
| 計         | 6,542世帯 | 9,537人 |

### 人口の変遷
国勢調査による人口の推移。
| 1995年（平成7年）  | 7,658人  | [ 5 ] |  |
| 2000年（平成12年） | 7,751人  | [ 6 ] |  |
| 2005年（平成17年） | 9,245人  | [ 7 ] |  |
| 2010年（平成22年） | 10,285人 | [ 8 ] |  |
| 2015年（平成27年） | 9,437人  | [ 9 ] |  |

### 世帯数の変遷
国勢調査による世帯数の推移。
| 1995年（平成7年）  | 4,335世帯 | [ 5 ] |  |
| 2000年（平成12年） | 4,949世帯 | [ 6 ] |  |
| 2005年（平成17年） | 6,128世帯 | [ 7 ] |  |
| 2010年（平成22年） | 6,988世帯 | [ 8 ] |  |
| 2015年（平成27年） | 6,269世帯 | [ 9 ] |  |

## 学区
市立小・中学校に通う場合、学区は以下の通りとなる。なお、小学校・中学校入学時に学校選択制度を導入しており、通学区域以外に淀川区にある以下の通学区域に隣接する校区にある小学校・中学校から選択することも可能。
| 丁目       | 番   | 小学校               | 中学校             |
| ---------- | ---- | -------------------- | ------------------ |
| 宮原一丁目 | 全域 | 大阪市立北中島小学校 | 大阪市立宮原中学校 |
| 宮原二丁目 | 全域 | 大阪市立北中島小学校 | 大阪市立宮原中学校 |
| 宮原三丁目 | 全域 | 大阪市立北中島小学校 | 大阪市立宮原中学校 |
| 宮原四丁目 | 全域 | 大阪市立北中島小学校 | 大阪市立宮原中学校 |
| 宮原五丁目 | 全域 | 大阪市立北中島小学校 | 大阪市立宮原中学校 |

## 事業所
2016年（平成28年）現在の経済センサス調査による事業所数と従業員数は以下の通りである。
| 丁目       | 事業所数    | 従業員数 |
| ---------- | ----------- | -------- |
| 宮原一丁目 | 245事業所   | 5,976人  |
| 宮原二丁目 | 216事業所   | 1,483人  |
| 宮原三丁目 | 288事業所   | 10,392人 |
| 宮原四丁目 | 489事業所   | 11,348人 |
| 宮原五丁目 | 220事業所   | 3,050人  |
| 計         | 1,458事業所 | 32,249人 |

## 交通

### 鉄道
- 西日本旅客鉄道
  - JR京都線・東淀川駅

### 道路
- 国道423号（新御堂筋）
- 大阪府道134号熊野大阪線

## 施設
- 大阪府立東淀川高等学校
- 大阪市立北中島小学校
- 大阪保健福祉専門学校
- 大阪医療福祉専門学校
- 滋慶医療科学大学
- 三井住友銀行 新大阪支店
- 大阪信用金庫 新大阪支店
- 近畿産業信用組合 新大阪支店
- 沢井製薬 本社
- Sky 本店・大阪本社
- 大阪回生病院
- オー・ジー株式会社 本社
- 三精テクノロジーズ株式会社 本社
- シマヤ 大阪事業所
- 東横INN 新大阪東三国駅前
- R＆Bホテル 新大阪北口
- コートヤード·バイ·マリオット 新大阪ステーション
- メルパルク大阪
- ヴィアイン 新大阪ウエスト

## その他

### 日本郵便
- 〒532-0003[3]（集配局：淀川郵便局[13]）